# Helmut Guckert
Helmut Guckert (* 28. September 1942 in Riedheim) ist ein bayerischer Politiker (CSU) und ehemaliger Abgeordneter des Bayerischen Landtags.

## Lebenslauf
Helmut Guckert besuchte zwischen 1948 und 1956 die Volksschule Wallerdorf und von 1956 bis 1959 die Landwirtschaftliche Berufsschule. Nach dem Besuch der Landwirtschaftlichen Fachschule (1960–1962) machte er eine zweijährige Landwirtschaftslehre. 1963 bis 1965 besuchte er einen Vorkurs und 1965 bis 1968 die Ingenieurschule für Landbau, die er als Agraringenieur (FH) abschloss. Von 1968 bis 1997 arbeitete er im gehobenen landwirtschaftlichen Dienst, 1997 stieg er als Landwirtschaftsrat in den höheren Dienst auf. Er ist römisch-katholisch, verheiratet und hat zwei Kinder. Er wohnt im Nördlinger Stadtteil Baldingen.

## Politik
Helmut Guckert ist seit 1990 Mitglied der CSU. Von Mai 1990 bis April 2014 war er Mitglied des Stadtrats Nördlingen und dabei in den letzten sechs Jahren ab Mai 2008 zusätzlich Bürgermeister (erster Stellvertreter des Oberbürgermeisters). Mitglied des Kreistages Donau-Ries war er von Mai 1990 bis April 2014.
Vom 28. September 1998 bis 20. Oktober 2008 war Helmut Guckert Mitglied des Bayerischen Landtags und dort Mitglied des Ausschusses für Fragen des öffentlichen Dienstes und Mitglied des Ausschusses für Umwelt und Verbraucherschutz. Zur Landtagswahl in Bayern 2008 stand er nicht mehr zur Wahl.

## Sonstige Ämter
Helmut Guckert war vom 7. Mai 1987 bis 4. April 2009 Genossenschaftlicher Beirat der Raiffeisen-Volksbank Ries in Nördlingen.
Vom 25. April 1980 bis 6. März 2008 war er Vorsitzender des Gartenbau-Verschönerungsverein Baldingen und ist seither dessen Ehrenvorsitzender. Vorsitzender des Kreisverbandes für Gartenbau und Landespflege Nördlingen war er vom 25. April 1985 bis 5. April 2014 und wurde hier mit dem Ausscheiden ebenfalls zum Ehrenvorsitzenden ernannt. Im Schwäbischen Bezirksverband für Gartenbau und Landespflege war Guckert vom 8. Dezember 2001 bis 22. November 2008 stellvertretender Vorsitzender und stand anschließend bis 24. November 2012 an der Spitze dieser Körperschaft (seit 23. November 2013: Ehrenvorsitzender).

## Veröffentlichungen
- Helmut Guckert (Herausgeber): Baldingen – Ein Dorf und seine Geschichte, Nördlingen Dezember 2023
- Helmut Guckert (mit Adalbert Riehl und Daniela Wittmeier): Wallerdorf, Hagenheim, Agathenzell – Gestern und Heute, Rain 2024.

## Ehrungen
- 2012: Verdienstkreuz am Bande der Bundesrepublik Deutschland
- 2014: Goldene Bürgermedaille der Stadt Nördlingen
- 2015: Rieser Heimatpreis der Raiffeisen-Volksbank Ries

## Stiftung
Guckert hat mit seiner Ehefrau Walburga im Herbst 2015 die Guckert Heimat- und Ehrenamts-Stiftung unter dem Dach der VR-Bürgerstiftung Ries gegründet, ausgestattet mit Eigenmitteln und dem Preisgeld des Rieser Heimatpreises.